# Ben Cijon Har'el
Ben Cijon Har'el (hebrejsky: בן-ציון הראל, rodným jménem Ben Cijon Hiršovic, žil 3. června 1892 – 19. září 1972) byl sionistický aktivista, izraelský lékař, politik a poslanec Knesetu za stranu Všeobecní sionisté.

## Biografie
Narodil se ve městě Kuldīga v tehdejší Ruské říši (dnes Lotyšsko). V Lotyšsku vystudoval židovskou základní školu a střední školu. Absolvoval Universität Zürich (obor chemie) a Universität Bern (obor lékařství). V roce 1916 se stal lékařem. V roce 1921 přesídlil do dnešního Izraele. V letech 1922–1934 působil jako lékař v obci Ejn Charod. Založil a řídil ústřední nemocnici v regionu Jizre'elského údolí. Byl hlavním lékařem zdravotní pojišťovny Klalit pro sever státu. V roce 1935 se stal předsedou Asociace lékařů v Erec Jisra'el. Roku 1936 založil nemocnici Asuta v Tel Avivu, roku 1949 zakládal a řídil nemocnici Eliša.

## Politická dráha
Byl aktivní v asociaci sionistických studentů ve Švýcarsku. V letech 1948–1950 působil na vysoké úřední pozici na izraelském ministerstvu zdravotnictví. V izraelském parlamentu zasedl po volbách v roce 1951, do nichž šel za Všeobecné sionisty. Byl členem parlamentního výboru práce a výboru pro veřejné služby. V Knesetu se objevil i po volbách v roce 1955, kdy opět kandidoval za Všeobecné sionisty. Byl členem parlamentního výboru práce, výboru pro veřejné služby a výboru pro vzdělávání a kulturu.